# باتريك ماكدونا
باتريك ماكدونا (بالإنجليزية: Patrick McDonagh)‏ (5 نوفمبر 1906 في المملكة المتحدة - 2015) هو لاعب كرة قدم بريطاني (وحمل سابقاً جنسية المملكة المتحدة لبريطانيا العظمى وأيرلندا) في مركز مهاجم داخلي. لعب مع نادي بارنسلي ونادي بانغور سيتي ونادي بريتشين سيتي ونادي سليغو روفرز ونادي نيلسون وBeith F.C. ‏ وSt Anthony's F.C. ‏ ونادي كلايدبانك ‏.